# De Gyldne Løver (album fra 1976)
De Gyldne Løver er et album fra De Gyldne Løver. Det var produceret af Gustav Winckler og udgivet af Sonet i 1976. Line-up på denne plade var Carsten Holst, Jens Bjørn-Hansen, Jens Memphis Nielsen og Karl Albert Jørgensen. De Gyldne løver er også udkommet på kassettebånd, dog er sangen "Farvel til mine venner" ikke på kassettebåndsudgivelsen

## Trackliste

### Side 1
| Nummer | Sangtitel                      | Sangskriver(e)                                                    | Tid  |
| ------ | ------------------------------ | ----------------------------------------------------------------- | ---- |
| 1.     | Jeg ta'r aldrig på valsen igen | W. Lance og J. Memphis                                            | 3:12 |
| 2.     | En træt gammel dreng           | C. Bourke, L- Kelly, R. Drew, J. Sheahan, B. McKenna og T. Olesen | 3:19 |
| 3.     | Fru jensen fra Tolne           | J. Bjørn og J. Memphis                                            | 2:15 |
| 4.     | Kevin Barry                    | W. Lance og J. Memphis                                            | 2:23 |
| 5.     | Farvel til mine venner         | W. Lance og J. Memphis                                            | 2:41 |
| 6.     | Tordenskjolds var god nok      | J. Bjørn og J. Memphis                                            | 3:04 |
| 7.     | Den glade rekrut               | W. Lance og J. Memphis                                            | 2:36 |

### Side 2
| Nummer | Sangtitel                          | Sangskriver(e)         | Tid  |
| ------ | ---------------------------------- | ---------------------- | ---- |
| 1.     | Jeg er ikke som de andre           | J. Bjørn og J. Memphis | 3:38 |
| 2.     | Livets Glæder                      | W. Lance og J. Memphis | 2:25 |
| 3.     | Med søstøvler på                   | W. Lance og J. Bjørn   | 2:27 |
| 4.     | Konen på Læsø                      | W. Lance og J. Bjørn   | 2:43 |
| 5.     | Det gode skiv "Martha"             | J. Bjørn og J. Memphis | 3:11 |
| 6.     | Pi'r gift jer aldrig med een på 70 | W. Lance og J. Bjørn   | 2:51 |
| 7.     | Ved Haw'et                         | W. Lance og J. Memphis | 3:26 |

## Musikere
- W. Lance
- Jens Memphis
- C. Bourke
- L. Kelley
- R. Drew
- J. Sheahan
- B. McKenna
- T. Olesen
- J. Bjørn
- Jens Bjerre